# Synecdoche cara
Synecdoche cara är en insektsart som först beskrevs av Van Duzee 1910.  Synecdoche cara ingår i släktet Synecdoche och familjen vedstritar. Inga underarter finns listade i Catalogue of Life.